# Avairon
|  | Aquest article tracta sobre el departament francès. Si cerqueu l riu homònim, vegeu «Riu Avairon». |

L'Avairon (en occità i en català; en francès, Aveyron) és un departament francès (12) situat a la regió d'Occitània. La seva capital és Rodés (Rodez).

## Història
El departament de l'Avairon és un dels vuitanta-tres departaments originals creats el 4 de març de 1790, en aplicació de la llei del 22 de desembre de 1789, durant la Revolució Francesa. Va ser creat a partir de l'antiga província de Roergue. Quan el 1808 fou creat el departament de Tarn i Garona, l'Avairon va perdre l'extrem a l'oest del seu territori.

## Divisions administratives
L'Avairon es divideix administrativament en 3 districtes, 23 cantons. i 285 municipis
- Districte de Millau, amb cap a la sotsprefectura de Millau.
- Districte de Rodés, amb cap a la prefectura de Rodés.
- Districte de Vilafranca de Roergue, amb cap a la sotsprefectura de Vilafranca de Roergue.

## Demografia
Les principals ciutats del departament són Rodés amb 23.949 habitants en 2015 (56.000 en l'aglomeració) i Millau amb 22.234 habitants (28.000 en l'aglomeració).

## Administració
Un prefecte nomenat pel govern francès és l'alta representació estatal i un consell departamental de 46 membres escollits per sufragi universal nomena un president, que deté el poder executiu.

## Economia
Destaca per la seva importància en la fabricació de formatge la població de Roquefort-sur-Soulzon.